# KSVG

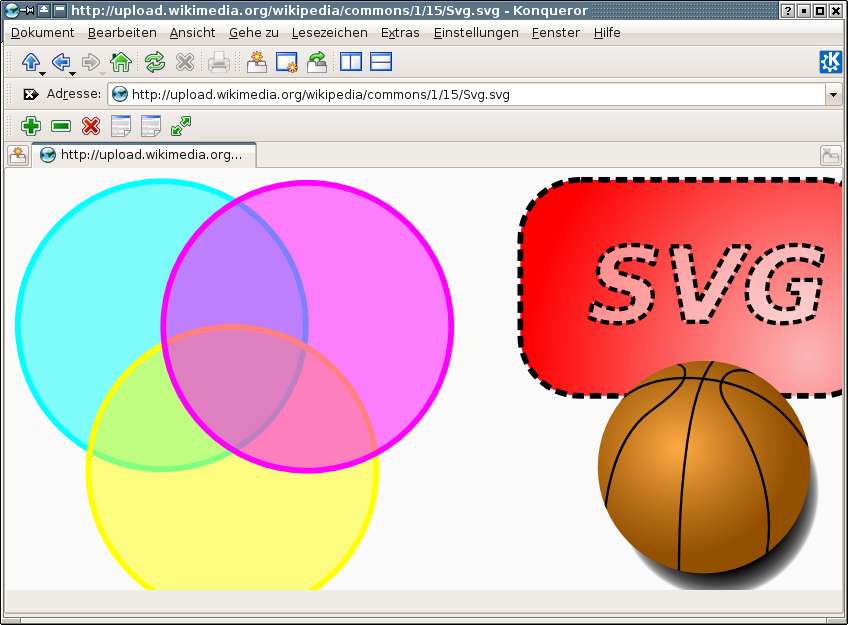
컨커러를 통해 보고 있는 KSVG 예제 스크린샷.

KSVG는 KHTML 기반의 브라우저를 위한 SVG 솔루션이다. W3C의 표준인 SVG를 구현한다. 현재 SVG 1.1 버전 스펙과 호환되는 SVG 파일을 디스플레이해주는 뷰어(viewer)를 개발하는 것을 목표로 하고 있다. KSVG에는 SVG 1.0/1.1 버전 스펙에 들어 있는 기능이 많이 들어가 있다. 애니메이션, 필터, CSS 기능이 들어갔다.
컨커러 브라우저에 KPart 중 하나로서 KDE 안에 포함되어 있다.
KSVG2의 아키텍처는 컨커러 브라우저의 HTML 렌더러 (khtml) 부분의 아키텍처와 매우 유사하다.
KSVG2는 KDOM2를 기반으로 하고 있다. KSVG는 KDE4 버전과 함께 릴리즈될 전망이다. KSVG2는 웹키트(WebKit 웹킷[*])의 "실험적"(experimental) 소프트웨어 파트로 개발되고 있다.